# Нелва (Бјела)
Нелва је насеље у Италији у округу Бијела, региону Пијемонт.
Према процени из 2011. у насељу је живело 15 становника. Насеље се налази на надморској висини од 789 м.